# Pesche
Pesche là một đô thị ở tỉnh Isernia trong vùng Molise, có cự ly khoảng 30 km về phía tây của Campobasso và khoảng 5 km về phía đông bắc của Isernia. Tại thời điểm ngày 31 tháng 12 năm 2004, đô thị này có dân số 1.459 và diện tích là 12,7 km².
Pesche giáp các đô thị: Carpinone, Isernia, Miranda, Sessano del Molise.